# Sayid Jarrah
(Sayid Jarrah, Uno degli altri)
Sayid Hassan Jarrah (in arabo سعيد حسّان جراح‎?, Saʿīd Ḥassān Jarrāḥ) è un personaggio della serie televisiva Lost, interpretato da Naveen Andrews. È uno dei 48 sopravvissuti della sezione centrale dell'aereo del volo Oceanic 815.

## Biografia

### L'infanzia e la guerra del Golfo
Sayid, figlio di un eroe iracheno, è nato nel 1969 a Tikrit. Nel corso della sua infanzia studia in Iraq e conosce una ragazza, Nadia.
Dopo aver frequentato l'Università del Cairo, diventa soldato nella Guardia Repubblicana e combatte nella prima guerra del Golfo. Viene però catturato e preso prigioniero durante un'incursione delle truppe statunitensi guidate dal sergente maggiore Sam Austen nel bunker dove si trovava ed è costretto a lavorare per loro. Essendo un'ex torturatore, si occupa di strappare alcune informazioni ad un suo ex ufficiale a proposito dell'ubicazione di un gruppo di soldati americani tenuti prigionieri da militari iracheni. L'ex ufficiale di Sayid gli rivela il fatto che essi sono però stati uccisi già da diverso tempo, e indica loro dove sono stati seppelliti. Al termine del conflitto, viene liberato in mezzo al deserto da un uomo, Kelvin Joe Inman, che lo lascia con alcuni dollari per iniziare una nuova vita.
(Kelvin Joe Inman, Uno degli altri)

### Dopo la guerra
Sayid non lascia però la carriera militare e continua a servire la Guardia repubblicana irachena come ufficiale addetto alle telecomunicazioni e, a malincuore, a essere un torturatore. Il suo lavoro un giorno lo costringe ad avere Nadia come prigioniera e a doverla interrogare. Lui non riesce a farle del male e l'aiuta a scappare. Dopo quel fatto lascia il paese. Non sa però più dove sia e inizia a girare il mondo per ritrovarla.
Qualche tempo dopo è a Parigi, dove viene catturato e tenuto prigioniero da un uomo la cui moglie era stata da lui interrogata anni prima. Sayid confessa di averle fatto del male e le dice che le dispiace, così lei, presa dalla compassione, lo lascia andare.

### Il lavoro in Australia
Anni dopo viene arrestato ad Heathrow da alcuni uomini della CIA, che gli vogliono affidare un lavoro molto delicato in cambio dell'indirizzo di Nadia.
Inizialmente Sayid non vuole accettarlo, ma poi si ritrova a Sydney a dover sventare un attentato in cui è coinvolto un suo vecchio amico del college, Essam. Scoperto il piano, lui pensa di aver concluso il lavoro, ma gli agenti vogliono di più: Sayid deve convincere l'amico a farsi saltare in aria in modo da trovare i capi della cellula terroristica. Sayid a malincuore è costretto a farlo, per riavere Nadia con sé, ma non riesce a trattenersi e rivela tutto all'amico. Quando Essam lo viene a sapere prima gli punta la pistola addosso, poi si spara, augurandogli di trovare ciò che cerca. In ogni caso il lavoro è fatto e gli agenti dell'intelligence americano rivelano all'ex militare l'indirizzo della donna, che si trova a Irvine (California), e gli consegnano un biglietto aereo. Sayid vuole però seppellire l'amico secondo il rito musulmano e per farlo li convince a spostargli il volo al giorno successivo. L'indomani, all'aeroporto di Sydney incrocia Shannon e si imbarca sul volo Oceanic Airlines 815 per Los Angeles, intenzionato a ritrovare l'amata.

### Sull'isola

#### Prima stagione
Grazie alle sue competenze nel campo delle comunicazioni, Sayid si occupa delle ricetrasmittenti e delle radio che potrebbero mandare un messaggio di aiuto. È così che scopre il messaggio di soccorso della Rousseau, tradotto dal francese da Shannon. Insieme a Jack tortura Sawyer per scoprire dove sono le medicine per l'asma di Shannon. Alla fine si scoprirà che l'ex truffatore non ne sa nulla, ma a causa del dolore di aver rifatto qualcosa che si era giurato di non commettere più, ovvero torturare una persona, decide di allontanarsi dal gruppo per esplorare l'isola. Camminando lungo la costa trova un cavo (che si scoprirà più tardi collegato alla stazione sottomarina lo Specchio del Progetto DHARMA) che segue fino ad una trappola, piazzata dalla stessa Rousseau, la quale lo tiene prigioniero per qualche tempo. Riparando il suo carillon, ottiene la fiducia di Danielle, che gli spiega come è finita sull'isola. Sayid si libera e torna dagli altri con delle mappe della Rousseau, che Shannon lo aiuta a tradurre. Tra i due nasce qualcosa, ma la morte di Boone, con la caduta del Beechcraft e con il conseguente tentativo di Shannon di uccidere Locke (che lei incolpava della morte del fratellastro), il loro rapporto viene interrotto. Sayid porta sempre con sé la foto di Nadia, a cui pensa ogni giorno.

#### Seconda stagione
Sayid continua a consolare Shannon per la perdita del fratellastro. Viene poi chiamato in aiuto da Kate dopo la scoperta della stazione il Cigno. Arrivati là trovano Locke lasciato solo da Desmond, che è scappato, e da Jack, che dopo un litigio ha abbandonato l'area. Kate chiede a Sayid di riparare il microcomputer nel quale ogni 108 minuti deve essere inserito il codice 4 8 15 16 23 42. Quando Shannon, tempo dopo, s'inoltrerà nella giungla in cerca di Walt, Sayid la seguirà ma, invece del bambino, la ragazza troverà la morte uccisa da Ana Lucia Cortez, la quale la credeva una degli Altri.
Torturerà poi al bunker Henry Gale per ricavare informazioni su di lui e sulla sua presenza sull'Isola. L'uomo racconta infatti di esservi precipitato con la sua mongolfiera molto tempo prima e disegna una mappa per far sì che la trovino e provare loro la sua innocenza. Sayid, Ana-Lucia e Charlie partono e trovano la mongolfiera con la tomba della moglie di Gale, ma l'iracheno non si fida e dissotterra il corpo di un uomo di colore, il vero Henry Gale, del Minnesota. L'uomo è quindi uno degli Altri.
Dopo la fuga di quest'ultimo ad opera di Michael, che uccide Ana Lucia e Libby e che si spara alla spalla per inscenare il tutto, il traditore, Jack, Sawyer, Kate e Hurley partiranno alla volta del campo degli Altri per liberare Walt, catturato da Tom e da alcuni suoi scagnozzi al termine della prima stagione della serie (in Esodo). Il tutto è in realtà una trappola tesa dagli Altri stessi per catturare alcuni dei sopravvissuti con l'aiuto di Michael, costretto da Bea Klugh a farlo per poter lasciare l'Isola insieme al figlio a bordo di una barca.
Sayid segue i compagni via mare a bordo della barca di Desmond accompagnato da Sun e Jin. Durante il tragitto avvista sulla costa il piede con quattro dita di quella che doveva essere stata un'enorme statua. Arriva al villaggio degli Altri dove Michael è stato catturato ma esso si rivela essere un'esca. Lì infatti non c'è anima viva. Prima di tornare indietro l'ex torturatore vi trova una porta bloccata con un simbolo della DHARMA impresso su di essa, alquanto misteriosa.

#### Terza stagione
Sayid pianifica di sorprendere gli Altri al molo, ma il piano gli si ritorce contro quando gli Altri arrivano inaspettatamente via mare e prendono la barca. Così Sayid, Sun-Hwa Kwon e Jin decidono di ritornare al campo attraversando l'isola. Lì si unirà al gruppo che sta dirigendosi alla Perla, dove riuscirà a ristabilire un segnare proveniente da un'altra stazione: nel monitor comparirà un uomo dall'occhio bendato. Quando Sawyer e Kate tornano, Sayid e Locke recluteranno lei e la Rousseau per andare a salvare Jack.
I quattro arrivano alla Fiamma, dove incontrano Mikhail Bakunin, l'uomo con l'occhio bendato. Dopo una colluttazione, Sayid e Kate riescono a sopraffarlo e lo legano. Sayid entra nel seminterrato della stazione e prende alcune mappe delle altre stazioni. I cinque, seguendo le indicazioni delle mappe, si dirigono verso le baracche; arrivati alla barriera sonica che le circonda, costringono Bakunin ad attraversarla il quale, apparentemente, muore. Il gruppo arriva così alle baracche degli Altri dove, sorpresi, scorgono Jack giocare a football con alcuni Altri. Di notte, Sayid e Kate si infiltrano nelle baracche, ma vengono catturati e tenuti prigionieri per poco tempo. Sayid ritornerà al campo con Jack, Juliet e Kate.
Sayid è scettico della presenza di Juliet, e durante il viaggio le chiede delle sue attività con gli Altri, ma questa gli risponde che se le avesse detto tutto lui l'avrebbe uccisa. Quando Karl arriva al campo per comunicare ai sopravvissuti l'imminente arrivo degli Altri, i sopravvissuti organizzano una difensiva. Sayid rimane, insieme a Jin e Bernard, al campo sulla spiaggia con il compito di far detonare le cariche piazzate all'interno delle tende. Il piano però riesce solo per metà e Sayid e gli altri vengono catturati. Verranno salvati dall'intervento di Hugo Reyes a bordo del furgoncino della DHARMA e da Sawyer e Juliet.

#### Quarta stagione
Quando Locke e Jack si dividono, Sayid decide di andare con quest'ultimo. Successivamente scopre che l'elicottero è integro, ma il pilota, Frank Lapidus, si rifiuta di farlo volare se prima Charlotte, in mano a Locke, non verrà liberata. Sayid allora si dirige alla Base con Kate per fare un baratto con Locke: Miles al posto di Charlotte.
Una volta all'elicottero, Charlotte non è intenzionata a tornare a casa, quindi salgono a bordo solo Sayid e Desmond. Durante il tragitto, Sayid è testimone di un viaggio temporale di Desmond; sulla nave lo aiutarà a parlare con Penny per aiutarlo a mettere fine al suo viaggio.
Successivamente, i due aspettano in coperta d'incontrare il capitano della nave, Gault; Sayid crede che non gli dirà chi è il loro mandante, ma Gault dirà di essere ingaggiato da Charles Widmore. Dopo, incontrano Michael, che rivela loro di essere la spia di Ben sulla nave. In seguito, Sayid e Desmond sono testimoni della rabbia di Martin Keamy per l'insuccesso della loro spedizione volta alla cattura di Benjamin. Temendo le intenzioni di Keamy, Sayid convince Gault a dare loro il gommone Zodiac della nave per tornare sull'isola, con l'intento di salvare quanto più persone possibili trasferendole dall'isola al cargo.
Sayid torna così sull'isola, dove, insieme a Kate, aiuterà Richard a salvare Ben dall'equipaggio del Kahana. Quest'ultimo, per sdebitarsi, concede a Sayid e Kate di prendere l'elicottero per tornare sulla terraferma.
Sayid parte con gli altri sopravvissuti a bordo dell'elicottero di Frank diretti al Kahana, che però salta in aria al loro arrivo a causa del C-4 posizionato da Keamy. Lapidus si ritrova quindi ad ammarare una volta finito il carburante e il loro canotto viene avvistato la notte seguente dai marinai della barca di Penny. Arrivano su un gommone alla spiaggia di Membata, dove vengono salvati e trasferiti alle Hawaii.

### Dopo l'isola
Una volta sulla terraferma, Sayid si rincontra con Nadia e la sposa. La loro felicità è però presto interrotta poiché Nadia verrà assassinata. Sayid decide di celebrare i funerali nella loro patria; durante il funerale si accorge che Ben lo sta spiando e gli chiede perché lo sta seguendo. Ben dice a Sayid di conoscere l'assassino di Nadia, Bakir, il quale verrà prontamente ucciso da Sayid. Dopo questo accadimento, Sayid diventerà il sicario di Ben, che gli procura una lista di persone da eliminare appartenenti all'organizzazione di Charles Widmore e tutti corresponsabili della morte di Nadia.
Sayid vola a Berlino dove instaura una relazione con una donna di nome Elsa per arrivare a uccidere il suo capo, Mr. Avellino. Lei però era un sicario a sua volta, e in una colluttazione Sayid è costretto ad ucciderla.
Dopo aver portato a termine l'intera missione, Sayid viene trovato da Locke, che gli chiede di tornare sull'isola con lui, ma Sayid rifiuterà. Tempo dopo, a Los Angeles Sayid ucciderà due uomini appostati al Santa Rosa Mental Hospital e porterà Hurley via dall'istituto.

#### Quinta stagione
In una colluttazione avvenuta nel motel dove risiedeva, Sayid viene colpito da un dardo. Hurley lo porta svenuto a casa sua, dove suo padre trova Jack per curarlo. Dopo il rinvenimento di Sayid, egli si rifiuterà di cooperare con il piano di Jack e Ben che prevede il ritorno di tutti sull'isola. In ogni caso, il giorno successivo sarà all'aeroporto ammanettato e scortato e salirà sull'aereo del volo Ajira Airways 316 diretto a Guam che precipiterà sull'isola.
La prima apparizione di Sayid sull'isola è datata 1977, dopo essere svanito durante la tratta insieme a Jack, Hurley e Kate. Una volta sull'isola, ammanettato, incontrerà Jin, il quale sarà costretto a fingere di non conoscerlo, minacciarlo con un'arma da fuoco e scortarlo alle baracche a causa della presenza di Stuart Radzinsky. Sawyer tenterà di mettere in scena la sua fuga, ma Sayid rifiuta l'aiuto, così verrà condotto da un membro del Progetto DHARMA (che Sawyer definisce rivolgendosi a Sayid "è il nostro te") che lo drogherà con una sorta di siero della verità e lo interrogherà. Sayid dirà tutta la verità, dai suoi trascorsi sull'isola alle sue conoscenze sulle varie stazioni, ma non verrà creduto. Successivamente, il piccolo Ben, credendo che Sayid sia un membro degli Altri mandato da Richard Alpert per reclutarlo, lo aiuta a evadere e fuggire. Durante la fuga, Sayid spara al piccolo Ben, lasciandolo apparentemente morto al suolo e fuggendo nella giungla.
Sayid ricomparirà improvvisamente nell'episodio Il nuovo leader, dove sparerà e ucciderà un membro degli Altri, Erik, che sta minacciando Kate, la quale vuole abbandonare il gruppo composto da Jack, Eloise Hawking, un giovane Charles Widmore e, per l'appunto, Erik, poiché non crede più che l'idea di far esplodere la bomba sia buona. Sayid si unisce al gruppo, sostituendo Kate.
Poco prima che si verifichi l'incidente, Sayid e Jack fingono di essere due membri del Progetto DHARMA tentando di portare la bomba a idrogeno al Cigno. Verranno scoperti però da Roger Linus, che spara a Sayid per vendicarsi di quello che ha fatto a suo figlio. Sayid viene visto per l'ultima volta sul furgone con Hurley e Miles, dove quest'ultimo afferma che l'iracheno probabilmente morirà. Qualche minuto dopo, Juliet fa detonare la testata termonucleare di Jughead e l'isola finisce in fondo all'Oceano Pacifico.

#### La morte
Trafitto da un colpo d'arma da fuoco nella stagione precedente, verrà portato al tempio per essere curato, però i tentativi di Dogen e Lennon sono vani, infatti non riescono a rianimarlo. All'improvviso però Sayid si risveglia, Dogen cerca di ucciderlo perché sa che dentro di lui si è insediato qualcosa di malvagio come è successo anche a Claire, per opera dell'Uomo Nero. Quando quest'ultimo attacca il tempio Sayid si allea con lui uccidendo sia Dogen che Lennon e diventando un essere senza sentimenti e senza emozioni; continuerà ad eseguire i suoi ordini finché non gli dirà di uccidere Desmond, a quel punto Sayid ritornerà in se stesso e aiuterà gli altri a scappare. Durante la fuga con il sottomarino si scopre esserci del C4 messo dall'uomo nero, Sayid allora per riscattarsi dal suo passato si sacrifica per i suoi amici, morendo nell'esplosione.

#### Realtà parallela
Il 22 settembre 2004 Sayid, a bordo del volo 815 dà una mano a Jack a salvare Charlie da una morte per soffocamento in quanto questi, non essendoci stato lo schianto sull'isola, ha ingerito un sacchetto di eroina. Sbarcato a Los Angeles, si dirige a casa della sua amata, Nadia, la quale è però sposata con il fratello di Sayid, Omer, e ha due figli. Sayid decide di fermarsi a vivere con loro per un breve periodo di tempo.
Una notte, l'ex-torturatore viene svegliato da Omer che gli racconta della sua attività e gli confessa un problema che lo tormenta da molto tempo: egli è infatti perseguitato da alcuni strozzini e chiede al fratello di occuparsi di loro. Sayid si rifiuta però di ritrasformarsi nell'uomo che era stato un tempo nella Guardia repubblicana e dice quindi di no alle richieste di Omer. Qualche tempo dopo però, quest'ultimo viene aggredito e, gravemente ferito, è trasportato nello stesso ospedale dove lavora Jack. Inizialmente incline a vendicarsi, Sayid viene fermato da Nadia, che lo convince a tornare a casa a prendersi cura dei suoi figli.
Qualche giorno dopo Sayid è bloccato da alcuni uomini che lo portano nel retro di un ristorante dove un usuraio, Martin Keamy, vuole parlargli in merito alla questione di suo fratello. La situazione però precipita e l'iracheno in una sparatoria uccide gli scagnozzi di Keamy e successivamente lo stesso usuraio, per non lasciare prova di quanto accaduto. Attirato da alcuni rumori, Sayid apre una dispensa dove trova, legato ad una sedia, un uomo coreano il quale gli dice di non saper parlare inglese ma riesce a fargli capire di aver bisogno di aiuto. Sayid, con qualche esitazione, gli mette tra le mani una lametta, gli augura buona fortuna e si allontana.

## Capacità
Durante il periodo di servizio nella Guardia Repubblicana Sayid si è specializzato soprattutto nella tortura; era difatti in grado di estrapolare informazioni da chiunque, attraverso mezzi di persuasione fisica o psicologica ed aveva una vasta conoscenza delle varie tipologie di armi della tortura (contundenti, da taglio, da fuoco ecc.).
Un'altra specialità di Sayid riguarda le telecomunicazioni: è infatti un abile ingegnere in grado di costruire o riparare dispositivi e mezzi di trasmissione con poco materiale a disposizione.
Come ex militare è addestrato nell'uso delle armi e nel combattimento corpo a corpo.

## Episodi dedicati a Sayid
| Stagione | Titolo italiano                        | Titolo originale                   | Tipo di flash    |
| -------- | -------------------------------------- | ---------------------------------- | ---------------- |
| 1        | Solitudine                             | Solitary                           | flashback        |
| 1        | Il bene superiore                      | The Greater Good                   | flashback        |
| 1        | Esodo, seconda parte                   | Exodus: Part 2                     | flashback        |
| 2        | Uno degli altri                        | One of Them                        | flashback        |
| 3        | Digitare 77                            | Enter 77                           | flashback        |
| 4        | L'economista                           | The Economist                      | flashforward     |
| 4        | Casa dolce casa, prima parte           | There's No Place Like Home: Part 1 | flashforward     |
| 4        | Casa dolce casa, seconda e terza parte | There's No Place Like Home: Part 2 | flashforward     |
| 5        | Lui è il nostro "te"                   | He's Our You                       | flashback        |
| 6        | Los Angeles LA X - 1ª e 2ª parte       | LA X: Parts 1 & 2                  | realtà parallela |
| 6        | Tramonto                               | Sundown                            | realtà parallela |
| 6        | L'ultima recluta                       | The Last Recruit                   | realtà parallela |